# ماریاما یامانکا
ماریاما یامانکا (انگلیسی: Mariama Jamanka؛ زادهٔ ۲۳ اوت ۱۹۹۰) ورزشکار بابسلد اهل آلمان است.
وی در مسابقات کشوری و بین‌المللی در مجموع برندهٔ ۴ مدال طلا، ۱ مدال نقره شده‌است.